# Egesino
Egesino da Pergamo (in greco antico: Ἡγησίνους?, Hēgēsínous; fl. III secolo a.C.) è stato un filosofo greco antico che visse nel III secolo a.C..
Fu probabilmente allievo di Evandro, del quale, parimenti, abbiamo scarsissime notizie. A Evandro successe nella direzione dell'Accademia platonica come scolarca . Tra gli allievi di Egesino fu anche Carneade che fu designato da Egesino come suo successore.